# Ottorino Mezzalama

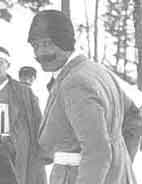
Ottorino Mezzalama

Ottorino Mezzalama (Bologna, 25 settembre 1888 – Alpi Breonie, 23 febbraio 1931) è stato un alpinista italiano, considerato anche il padre dello sci alpinismo italiano.

## Biografia
Bolognese di nascita si trasferì presto a Torino.
Nel giugno 1927 compì la prima ascensione sciistica italiana al monte Bianco, e la settima sciistica in assoluto, in compagnia di Ettore Santi, per i Grands Mulets.
Morì per una slavina il 23 febbraio 1931 mentre scendeva dal rifugio Gino Biasi (in Provincia di Bolzano) in compagnia di Domenico Mazzocchi.
A Ottorino Mezzalama è dedicato il Rifugio Mezzalama in alta Val d'Ayas ed il Trofeo Mezzalama, gara di sci alpinismo sul massiccio del monte Rosa.